# كهف كيليت
كهف كيليت (بالأذرية: Kilit mağarası) كان الكهف مستوطنة في العصر الحجري والعصر الحجري الحديث. يقع الكهف في قرية كيليت بمنطقة أوردوباد، بالقرب من الضفة اليسرى لنهر آراس. تشير الطبقة الثقافية الموجودة في الكهف إلى أنه كان مسكن في القدم.
اكتُشِف الكهف في عام 1983 خلال الحفريات الأثرية في منطقتي أوردوباد وشرور.